# David di Donatello du meilleur scénario étranger
Le David di Donatello du meilleur scénario (de film) étranger (David di Donatello per la migliore sceneggiatura straniera) est une récompense cinématographique italienne décernée annuellement par l'Académie du cinéma italien, plus précisément par l’Ente (Association) David di Donatello. Elle est décernée depuis la vingt-quatrième édition du Prix David di Donatello en 1979 et a pris fin après la trente-cinquième édition en 1990.

## Palmarès

### Années 1970
- 1979 : Terrence Malick pour Les Moissons du ciel (Days of Heaven)

### Années 1980
- 1980 : Jay Presson Allen pour Just Tell Me What You Want
- 1981 : Jean Gruault pour Mon oncle d'Amérique
- 1982 : Harold Pinter pour La Maîtresse du lieutenant français (The French Lieutenant's Woman)
- 1983 : Blake Edwards pour Victor Victoria
- 1984 : Ingmar Bergman pour Fanny et Alexandre (Fanny och Alexander)
- 1985 : Woody Allen pour Broadway Danny Rose
- 1986 : Bob Gale et Robert Zemeckis pour Retour vers le futur (Back to the future)
- 1987 : Woody Allen pour Hannah et ses sœurs (Hannah and Her Sisters)
- 1988 : Louis Malle pour Au revoir les enfants
- 1989 : John Cleese pour Un poisson nommé Wanda (A Fish Called Wanda)

### Années 1990
- 1990 : Woody Allen pour Crimes et Délits (Crimes and Misdemeanors)